# Port lotniczy Ranong
Port lotniczy Ranong (IATA: UNN, ICAO: VTSR) – port lotniczy położony w Ranong, w prowincji Ranong, w Tajlandii.